# Ворона (притока Хопра)
Ворона (рос. Ворона) — середня річка у Пензенській, Тамбовській і Воронізькій областях, права притока річки Хопер (сточище Дону).

## Назва
Назва походить від давньофінно-угорського вор, вур — «ліс», ворайн (комі) — «лісова».

## Географія
Довжина — 454 км, площа басейну — 13200 км². Витоком є джерела на Керенсько-Чембарській височині (північніше с. Веденяпін Пензенської області). Правий берег низький, лівий — високий. В долині річки листяні ліси, багато озер. Живлення річки снігове. Середня річна витрата в гирлі 41,5 м³/с. Льодостав з початку грудня до початку квітня. Максимальна глибина — 4 м.
В долині річки розташований Воронинський заповідник, створений 12 серпня 1994..
На річці Ворона розташовані міста Кірсанов, Уварово і Борисоглєбськ.